# Gouvernement Lévesque
Monarchie 
 constitutionnelle à 
 régime parlementaire
Gouvernement 
 Robert Bourassa (1) Gouvernement 
 Pierre Marc Johnson

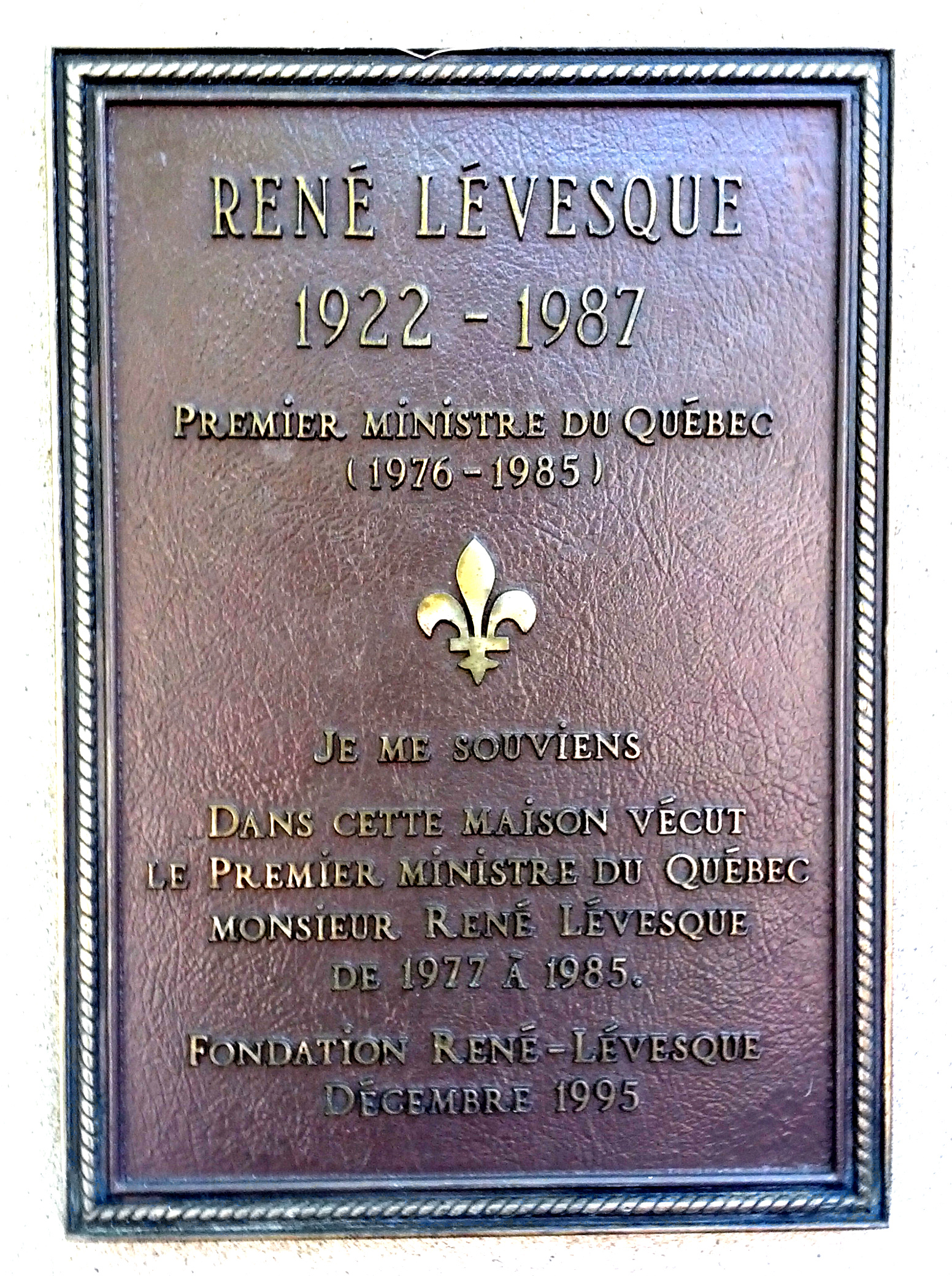
Plaque à Québec.

Le mandat du gouvernement de René Lévesque, devenu premier ministre du Québec à la suite de sa victoire à l'élection générale de 1976, s'étend du 26 novembre 1976 au 3 octobre 1985.

## Caractéristiques
Le gouvernement Lévesque est le premier, depuis les débuts de la Confédération, à avoir comme objectif la souveraineté du Québec. Cependant, il n'a obtenu que 40 % des voix lors de son élection et son engagement premier, durant la campagne électorale, a été de donner un « bon gouvernement ». Dans les trois ans qui suivent, il s'engage donc dans une série de réformes qui, l'espère-t-il, persuadera la population de voter « Oui » à un référendum sur la souveraineté. Cette période 1977-1980 rappelle par bien des points celle de la Révolution tranquille par ses lois (financement des partis politiques, assurance-automobile, zonage agricole, loi sur la langue, loi anti-scab).
Malgré un taux de satisfaction élevé, le référendum de 1980 au Québec est un échec pour le gouvernement. Le parti remporte cependant les élections générales de 1981, en promettant qu'il n'y aura pas un référendum pendant le prochain mandat.
Affaibli par la défaite référendaire, le gouvernement du Québec s'engage dans le processus de négociations pour le rapatriement de la Constitution, réclamé par le gouvernement fédéral. Ayant réussi, grâce à une alliance avec les autres provinces, à contrer un rapatriement unilatéral, il est mis de côté dans l'accord conclu à l'automne 1981 entre Ottawa et les provinces anglophones. Celles-ci acceptent le rapatriement de la Constitution, moyennant une disposition de dérogation dans la Charte canadienne des droits et libertés. Le Québec refuse de signer cet accord qui réduit ses pouvoirs, notamment en matière linguistique.
Le deuxième mandat est beaucoup plus dur pour le gouvernement Lévesque. Les défaites référendaire et constitutionnelle s'ajoutent à une crise économique se traduisant par un fort taux de chômage et un énorme déficit dans les finances publiques. Il se met à dos les syndicats en coupant les salaires de 20 % pendant trois mois dans la fonction publique et en imposant de nouvelles conventions collectives. Dans les années qui suivent, il n'arrive pas à retrouver ni ses appuis, ni son dynamisme. Lorsque René Lévesque démissionne, il laisse derrière lui un parti affaibli et désorienté, dont la cote de popularité est au plus bas.

## Chronologie

### Premier mandat (1976–1981)
- 26 novembre 1976 : assermentation du cabinet Lévesque devant le lieutenant-gouverneur Hugues Lapointe.
- décembre 1976 : le nouveau président de l'Assemblée, Clément Richard, annonce l'abolition de la prière et de la toge à l'Assemblée Nationale, ainsi que la fin de l'interdiction des femmes au titre de page. Le discours inaugural est pour la première fois unilingue français[1].
- 1977 : début de la Commission d'enquête sur des opérations policières en territoire québécois (Commission Keable, à propos d'une division de la GRC faisant aujourd'hui partie du SCRS)
- 25 janvier 1977 : Lévesque prononce un discours à saveur indépendantiste à l'Economic Club de New-York.
- 8 mars 1977 : ouverture de la deuxième session de la 31e législature. Plusieurs lois importantes y sont adoptées; loi sur le financement des partis politiques, loi sur l'assurance-automobile, loi anti-scab. La plus fameuse reste cependant la loi 101 sur la langue, dont le but est de rendre le Québec aussi français que l'Ontario est anglais.
- 2–4 novembre 1977 : visite de Lévesque en France où il est reçu comme un chef d'État.
- 19 décembre 1977 : L'article 10 de Charte des droits et libertés de la personne de 1975 est amendé pour inclure les discriminations fondées sur l'orientation sexuelle[2].
- 22 décembre 1977 : Adoption de la Loi 67 : Loi de l'Assurance-automobile[3].
- 6 janvier 1978 : la compagnie d'assurances Sun Life annonce le transfert de son siège social de Montréal à Toronto, expliquant cette décision par l'adoption de la loi 101 par l'Assemblée nationale[4]. Le ministre des Finances, Jacques Parizeau, qualifie à cette occasion l'entreprise « [d'] un des pires citoyens corporatifs que le Québec ait connus »[5]
- 1978 : Modification majeure à la Loi sur la protection du consommateur.
- 1978 : Création des ZEC, comme conclusion de la crise des clubs de chasse privés, qui durait depuis une dizaine d'années.
- 1978 : Entente France-Québec sur les frais de scolarité postsecondaires d'étudiants étrangers.
- 1978 : Création du Bureau d'audiences publiques sur l'environnement (BAPE).
- janvier 1978 : Les mots Je me souviens remplacent La Belle Province sur les plaques d'immatriculation des véhicules automobiles du Québec, initiative de la ministre Lise Payette. Cependant, Madame Payette est fortement contestée sur ce sujet. Ce serait plutôt l'historien Denis Vaugeois, alors député de Trois-Rivières, qui a suggéré cette idée et ce serait le ministre des Transports de l'époque Lucien Lessard qui l'aurait réalisée[6].
- février 1978 : L'entente Couture-Cullen, signée par Jacques Couture et George Cullen, accorde plus de pouvoir au Québec en matière de sélection des immigrants.
- 1er mars 1978 : La Régie de l'assurance-automobile commence ses opérations[3], remplaçant l'ancien Bureau des véhicules automobiles. La Régie changea de nom en 1990 pour s'appeler Société de l'assurance automobile du Québec (SAAQ)[7].
- 15 avril 1978 : Claude Ryan devient chef du Parti libéral du Québec en remplacement de Gérard D. Levesque (qui assurait l'intérim depuis les élections de 1976).
- 25 mai 1978 : création de la Société nationale de l'amiante. Son siège social est établi à Thetford Mines.
- 3 octobre 1978 : début de la retransmission en direct des débats à l'Assemblée nationale.
- Novembre 1978 : adoption de la loi sur le zonage agricole.
- Décembre 1978 : grande rencontre avec tous les peuples autochtones du Québec, malgré les efforts entrepris par le fédéral pour que ces peuples n'envoient pas de représentants[8]
- 1979 : Adoption de la Loi 51 de Denis Vaugeois, sur le développement des entreprises québécoises dans le domaine du livre (mise en vigueur en 1981). Aussi adoption du plan Vaugeois[9].
- 15 janvier 1979 : Entrée en vigueur de la Loi sur la protection de la jeunesse, laquelle prévoit la création de la Direction de la protection de la jeunesse (DPJ).
- 25 janvier 1979 : la Commission Pépin-Robarts remet son rapport sur l'unité canadienne. Il préconise entre autres que la question linguistique doit être du ressort des provinces. Mécontent, Pierre Elliott Trudeau le remise sur les tablettes.
- 12 février 1979 : visite du premier ministre français Raymond Barre à Québec.
- 22 mai 1979 : le conservateur Joe Clark remporte les élections fédérales et dirige un gouvernement minoritaire.
- juin 1979 : création du Ministère de l'Environnement. Le titre de ministre de l'Environnement existait depuis février 1971 (mais avait été combiné aux Affaires Municipales de novembre 1973 à décembre 1976).
- 1er novembre 1979 : dépôt du livre blanc sur la souveraineté-association.
- 20 décembre 1979 : Lévesque annonce le libellé de la question référendaire :

« Le Gouvernement du Québec a fait connaître sa proposition d'en arriver, avec le reste du Canada, à une nouvelle entente fondée sur le principe de l'égalité des peuples; cette entente permettrait au Québec d'acquérir le pouvoir exclusif de faire ses lois, de percevoir ses impôts et d'établir ses relations extérieures, ce qui est la souveraineté - et, en même temps, de maintenir avec le Canada une association économique comportant l'utilisation de la même monnaie; tout changement de statut politique résultant de ces négociations sera soumis à la population par référendum; en conséquence, accordez-vous au gouvernement du Québec le mandat de négocier l'entente proposée entre le Québec et le Canada ? »

- 21 décembre 1979 : Adoption de la Loi sur la santé et la sécurité du travail (LSST), parrainée par le ministre Pierre Marois. La Commission de la santé et de la sécurité du travail (CSST) remplace la Commission des accidents du travail du Québec (CAT).
- 18 février 1980 : Pierre Trudeau remporte les élections fédérales et redevient premier ministre du Canada.
- 20 mai 1980 : le Non l'emporte au référendum sur la souveraineté-association avec 59,56 % contre 40,44 % pour le Oui. Plus de 50 % de l'électorat francophone a voté Non.
- 12–16 septembre 1980 : la première conférence des premiers ministres sur la Constitution se termine par un échec, à la suite de la publication d'un rapport démontrant que Trudeau a l'intention de la rapatrier unilatéralement advenant un désaccord.
- 2 octobre 1980 : Trudeau annonce son intention de rapatrier unilatéralement la Constitution. Les provinces dissidentes, dont le Québec, contestent la validité de son projet devant la cour de justice.
- Décembre 1980 : sanction du nouveau Code civil du Québec qui permet notamment de donner aux enfants le nom de famille de n'importe quel de ses deux parents ou les deux à la fois avec trait d'union.

### Second mandat (1981–1985)
- 13 avril 1981 : le Parti québécois remporte les élections générales avec 80 sièges et 49 % du vote. Les libéraux obtiennent 42 sièges et 46 % du vote. L'Union nationale est de nouveau rayée de la carte.
- 16 avril 1981: René Lévesque signe avec sept autres premiers ministres des provinces la formule d'amendement qui sera éventuellement incluse intégralement dans la Loi constitutionnelle de 1982, à l'exception de la compensation financière en cas de retrait.
- 18 juin 1981 : remplacement du Code de la route par le Code de la sécurité routière, dans le but de réduire les accidents de la route[10],[11].
- 28 septembre 1981 : la Cour suprême du Canada énonce que le rapatriement unilatéral est légal mais que sa légitimité est mise en doute tant qu'il n'obtiendra pas l'appui d'une majorité de provinces.
- 2-5 novembre 1981 : conférence des premiers ministres sur la Constitution. Après la soirée de négociations du 4 novembre 1981, au cours de laquelle le Québec est exclu, un accord sur le rapatriement intervient le lendemain entre Ottawa et les 9 provinces anglophones. Le Québec refuse de le signer. C'est ce que les indépendantistes québécois appellent la nuit des longs couteaux. (Voir aussi : Conférence constitutionnelle de 1981).
- 4-6 décembre 1981 : le congrès du Parti québécois met au rancart la notion d'association et adopte une résolution énonçant qu'un gouvernement péquiste proclamerait l'indépendance du Québec sans avoir obtenu la majorité absolue, s'il était élu. Lévesque menace de démissionner. Jacques Parizeau a changé d'avis durant le débat afin de rester dans le même camp que son chef, faisant même semblant de s'être trompé de micro[12].
- 6 janvier 1982 : Claude Morin démissionne.
- 14 février 1982 : la motion sur l'indépendance est rejetée lors d'un référendum interne du Parti québécois (surnommé « Renérendum »). Sous la menace de démission du chef, les membres du PQ votent à 95 % pour les propositions énoncées par le chef (participation de 140 000 membres sur 300 000 environ). Lévesque reste à son poste[13].
- 24 février 1982 : Claude Charron est poursuivi après avoir volé un veston au magasin Eaton de Montréal. Il démissionne quelques mois plus tard.
- 15 mai 1982 : les négociations dans la fonction publique n'aboutissent pas. Pour combler le trou de 700 millions $ dans le trésor public, Québec menace de couper les salaires de ses employés de 20 % pendant les trois premiers mois de 1983.
- 11 décembre 1982 : la loi 105 met fin aux négociations dans le secteur public et impose 109 conventions collectives.
- 18 décembre 1982 : adoption de la Loi sur l'Assemblée Nationale, une réforme du parlement qui introduit notamment l'obligation pour chaque député de jurer fidélité au peuple du Québec, en plus du serment à la monarchie exigé par la constitution de 1867[14],[15]. (Les deux serments seront amendés en 1999 pour enlever l'option de jurer sur la bible)
- Septembre 1982 : l'ex-ministre péquiste Denis de Belleval dépose un rapport de 20 pages dans lequel il propose un fonds de solidarité trilatéral (patronat, travailleurs, État) d'un montant de 750 M$ pour investir dans des firmes incapables de trouver du financement. À ce moment, il ne s'agit pas encore d'un projet de la FTQ. Le projet est rejeté[16].
- 1982 : Loi sur les valeurs mobilières
- Janvier 1983 – février 1983 : grèves illégales dans le secteur public.
- 17 février 1983 : l'Assemblée nationale adopte la Loi assurant la reprise des services dans les collèges et les écoles du secteur public (connue aussi sous le nom de Loi 111) que les syndicats qualifient de loi matraque.
- avril-juin 1983 : La FTQ récupère le projet de De Belleval en avril et la loi créant le Fonds de solidarité FTQ est adoptée en juin.
- 22 juin 1983 : annonce de la nationalisation de Québécair.
- 15 octobre 1983 : Robert Bourassa redevient chef du Parti libéral du Québec.
- 14 décembre 1983 : abolition de la Direction générale du cinéma et de l'audiovisuel (Service de ciné-photographie).
- 1983 : le gouvernement reconnaît officiellement que « les peuples aborigènes du Québec sont des nations distinctes qui ont droit à leur culture, à leur langue, à leurs coutumes et traditions ainsi que le droit d'orienter elles-mêmes le développement de cette identité propre. »
- 1983 : Création de l'UQAT à partir du campus de l'Abitibi de l'UQTR.
- 8 mai 1984 : une fusillade à l'hôtel du Parlement fait 3 morts et 13 blessés. L'auteur de l'attentat est un soldat forcené du nom de Denis Lortie. Le sergent René Jalbert devient un héros national pour son rôle de négociateur et est décoré de la médaille d'argent de l'ANQ seulement sept jours plus tard.
- 4 septembre 1984 : le progressiste-conservateur Brian Mulroney remporte l'élection fédérale et devient premier ministre du Canada.
- 22 septembre 1984 : Lévesque déclare vouloir collaborer de bonne foi avec le nouveau gouvernement fédéral. C'est la démarche du beau risque.
- 15 novembre 1984 : l'Assemblée nationale débat de la réforme du mode de scrutin, à la suite du dépôt du rapport de la Commission des institutions qui en avait reçu le mandat le 20 juin 1984. L'Assemblée nationale décide de ne pas prendre position.
- 23 novembre 1984 : en désaccord avec la mise en veilleuse de l'option souverainiste, une série de ministres et députés péquistes démissionnent, dont Jacques Parizeau, Camille Laurin, Denis Lazure et Jacques Léonard.
- 11 janvier 1985 : Lévesque est hospitalisé pour cause de burn-out, à la demande de son entourage, à la suite d'un retour précipité de vacances à l'étranger. Il quitte la même journée contre l'avis des autres, puisqu'il ne peut pas être contraint à rester.
- 19 janvier 1985 : l'option du beau risque est adoptée au congrès du Parti québécois.
- 20 mars 1985 : création de la Société des établissements de plein air du Québec (Sépaq)
- 20 juin 1985 : René Lévesque annonce sa démission du poste de premier ministre qui prendra effet après la course à la chefferie du Parti québécois. Il annonce aussi sa démission immédiate comme chef du PQ. Nadia Assimopoulos devient chef intérimaire.
- 29 septembre 1985 : Pierre Marc Johnson est élu chef du Parti québécois avec 58,7 %, une marge de 39,0 % devant la 2e place (Pauline Marois 19,7 %). Voir Élection à la direction du Parti québécois de 1985.

## Composition

### Premier mandat (1976–1981)

#### Composition initiale (26 novembre 1976)
| Fonctions                                                                      | Titulaire          |
| ------------------------------------------------------------------------------ | ------------------ |
| Premier ministre                                                               | René Lévesque      |
| Vice-premier ministre Ministre de l'Éducation                                  | Jacques-Yvan Morin |
| Ministre des Finances Président du Conseil du Trésor Ministre du Revenu        | Jacques Parizeau   |
| Vice-président du Conseil du Trésor Ministre de la Fonction publique           | Denis de Belleval  |
| Ministre des Affaires culturelles Ministre des Communications                  | Louis O'Neill      |
| Ministre des Affaires intergouvernementales                                    | Claude Morin       |
| Ministre des Affaires municipales                                              | Guy Tardif         |
| Ministre des Affaires sociales                                                 | Denis Lazure       |
| Ministre de l'Agriculture                                                      | Jean Garon         |
| Ministre des Consommateurs, Coopératives et Institutions financières           | Lise Payette       |
| Ministre de l'Immigration Ministre du Travail et de la Main d'œuvre            | Jacques Couture    |
| Ministre de l'Industrie et du Commerce                                         | Rodrigue Tremblay  |
| Ministre de la Justice                                                         | Marc-André Bédard  |
| Ministre des Richesses naturelles Ministre des Terres et Forêts                | Yves Bérubé        |
| Ministre du Tourisme, de la Chasse et de la Pêche                              | Yves Duhaime       |
| Ministre des Transports Ministre des Travaux publics et de l'Approvisionnement | Lucien Lessard     |
| Ministres d'État                                                               |                    |
| Ministre d'État à l'Aménagement                                                | Jacques Léonard    |
| Ministre d'État au Développement culturel                                      | Camille Laurin     |
| Ministre d'État au Développement économique                                    | Bernard Landry     |
| Ministre d'État au Développement social                                        | Pierre Marois      |
| Ministre d'État à la Réforme parlementaire                                     | Robert Burns       |
| Ministres délégués                                                             |                    |
| Ministre délégué à l'Énergie                                                   | Guy Joron          |
| Ministre délégué à l'Environnement                                             | Marcel Léger       |
| Ministre délégué au Haut-commissariat à la Jeunesse, aux Loisirs et aux Sports | Claude Charron     |
| Fonctions parlementaires                                                       |                    |
| Leader parlementaire                                                           | Robert Burns       |
| Whip en chef du gouvernement                                                   | Jérôme Proulx      |
| Whip adjoint                                                                   | François Gendron   |
| Whip adjoint                                                                   | Élie Fallu         |

#### Remaniement du6 juillet 1977
Deux nouveaux ministres font leur entrée au cabinet : 
- Pierre Marc Johnson : ministre du Travail et de la Main-d'œuvre
- Jocelyne Ouellette : ministre des Travaux Publics et de l'Approvisionnement

#### Remaniement defévrier 1978
- Denis Vaugeois : ministre des Affaires culturelles.
- Louis O'Neill : ministre des Communications.

#### Remaniement du21 septembre 1979
- Marc-André Bédard : ministre de la Justice, ministre d'État à la Réforme électorale et parlementaire.
- Denis Vaugeois : ministre des Affaires culturelles, ministre des Communications.
- Lucien Lessard : ministre des Loisirs, de la Chasse et de la Pêche.
- Denis de Belleval : ministre des Transports.
- François Gendron : ministre de la Fonction publique.
- Yves Duhaime : ministre de l'Industrie et du Commerce, ministre du Tourisme.
- Guy Joron : ministre des Consommateurs, des Coopératives et des Institutions financières.
- Lise Payette : ministre d'État à la Condition féminine.
- Michel Clair : ministre du Revenu.

#### Remaniement denovembre 1980
- Jacques-Yvan Morin : ministre d'État au Développement culturel et scientifique.
- Lise Payette : ministre d'État au Développement social, ministre d'État à la Condition féminine.
- Guy Tardif : ministre d'État à l'Aménagement du territoire, ministre de l'Habitation.
- Camille Laurin : ministre de l'Éducation.
- Jacques Léonard : ministre des Affaires municipales.
- Clément Richard : ministre des Communications.
- Pierre Marois; ministre du Travail et de la Main-d’œuvre.
- Gérald Godin : ministre de l'Immigration.
- Pierre Marc Johnson : ministre des Consommateurs, des Coopératives et des Institutions financières.

### Second mandat (1981–1985)

#### Composition initiale (30 avril 1981)
| Fonctions                                                                       | Titulaire              |
| ------------------------------------------------------------------------------- | ---------------------- |
| Premier ministre                                                                | René Lévesque          |
| Vice-premier ministre Ministre d'État au Développement culturel et scientifique | Jacques-Yvan Morin     |
| Ministre des Finances Ministre des Institutions financières et Coopératives     | Jacques Parizeau       |
| Président du Conseil du Trésor Ministre délégué à l'Administration              | Yves Bérubé            |
| Ministre des Affaires culturelles                                               | Clément Richard        |
| Ministre des Affaires intergouvernementales                                     | Claude Morin           |
| Ministre des Affaires municipales                                               | Jacques Léonard        |
| Ministre des Affaires sociales                                                  | Pierre Marc Johnson    |
| Ministre de l'Agriculture, des Pêcheries et de l'Alimentation                   | Jean Garon             |
| Ministre des Communautés culturelles et de l'Immigration                        | Gérald Godin           |
| Ministre des Communications                                                     | Jean-François Bertrand |
| Ministre de l'Éducation                                                         | Camille Laurin         |
| Ministre de l'Énergie et des Ressources                                         | Yves Duhaime           |
| Ministre de l'Environnement                                                     | Marcel Léger           |
| Ministre de la Fonction publique                                                | Denise Leblanc-Bantey  |
| Ministre de l'Industrie, du Commerce et du Tourisme                             | Rodrigue Biron         |
| Ministre de la Justice Ministre d'État à la Réforme électorale                  | Marc-André Bédard      |
| Ministre du Loisir, de la Chasse et de la Pêche                                 | Lucien Lessard         |
| Ministre du Revenu                                                              | Raynald Fréchette      |
| Ministre des Transports                                                         | Michel Clair           |
| Ministre du Travail, de la Main-d'œuvre et de la Sécurité du revenu             | Pierre Marois          |
| Ministre des Travaux publics et de l'Approvisionnement                          | Alain Marcoux          |
| Ministres d'État                                                                |                        |
| Ministre d'État à l'Aménagement                                                 | François Gendron       |
| Ministre d'État à la Condition féminine                                         | Pauline Marois         |
| Ministre d'État au Développement économique                                     | Bernard Landry         |
| Ministre d'État au Développement social                                         | Denis Lazure           |
| Ministres délégués                                                              |                        |
| Ministre délégué aux Affaires parlementaires                                    | Claude Charron         |
| Ministre délégué à l'Habitation et à la Protection du consommateur              | Guy Tardif             |
| Fonctions parlementaires                                                        |                        |
| Leader parlementaire                                                            | Claude Charron         |
| Whip en chef du gouvernement                                                    | NC                     |

#### Remaniement du17 février 1982
- Jacques-Yvan Morin : Vice-premier ministre, ministre des Affaires intergouvernementales, ministre d'État au Développement culturel et scientifique.

#### Remaniement du9 septembre 1982
- Les ministères d'État sont tous abolis lors de ce remaniement[19].
- François Gendron : ministre délégué à l'Aménagement et au Développement régional ;
- Bernard Landry : ministre délégué au Commerce extérieur ;
- Pauline Marois : ministre déléguée à la Condition féminine ;
- Adrien Ouellette : ministre de l'Environnement ;
- Jacques Parizeau : ministre des Finances (à la suite de l'abolition du Ministère des Institutions financières et Coopératives) ;
- Guy Chevrette : ministre du Loisir, de la Chasse et de la Pêche ;
- Pierre Marois : ministre de la Main-d'œuvre et de la Sécurité du revenu[20];
- Yves Bérubé : président du Conseil du trésor et ministre délégué à la Réforme administrative ;
- Marc-André Bédard : ministre de la Justice et ministre délégué à la Réforme électorale ;
- Alain Marcoux : ministre du Revenu et ministre des Travaux publics et de l'Approvisionnement ;
- Gilbert Paquette : ministre délégué de la Science et de la Technologie ;
- Raynald Fréchette : ministre du Travail et leader adjoint du gouvernement ;
- Denis Lazure : ministre délégué aux Relations avec les citoyens et citoyennes.

#### Ajustement du12 janvier 1983
- Bernard Landry devient ministre du Commerce extérieur à la suite de l'entrée en vigueur de la loi créant le ministère du Commerce extérieur.

#### Ajustement du18 août 1983
- Gilbert Paquette devient ministre de la Science et de la Technologie à la suite de l'entrée en vigueur de la loi créant le ministère de la Science et de la Technologie.

#### Remaniement denovembre 1983
- Pauline Marois; ministre de la Sécurité du Revenu et de la Main-d’œuvre.
- Denise Leblanc-Bantey: ministre de la Fonction publique, ministre d'État à la Condition féminine.

#### Remaniement demars 1984
- Michel Clair: président du Conseil du Trésor, ministre délégué à l'Administration publique.
- Jacques Léonard: ministre des Transports.

#### Remaniement deseptembre 1984
- Rodrigue Biron: ministre de l'Industrie et du Commerce.
- Marcel Léger: ministre du Tourisme.
- Louise Harel: ministre des Communautés culturelles.
- Gérald Godin: ministre de l'Immigration.

#### Remaniement dedécembre 1984
- Yves Duhaime: ministre des Finances.
- Michel Clair: président du Conseil du Trésor, ministre délégué à l'Administration publique.
- Pierre Marc Johnson: ministre de la Justice, ministre de l'Immigration, ministre des Communautés culturelles.
- Yves Bérubé: ministre de l'Enseignement supérieur, ministre des Sciences et de la technologie.
- Clément Richard; ministre des Affaires culturelles.
- Guy Chevrette: ministre des Affaires sociales.
- Alain Marcoux: ministre des Affaires municipales.
- Jean Garon: ministre de l'Agriculture, des Pêcherie et de l'Alimentation.
- Adrien Ouellette: ministre de l'Environnement.
- Jacques Rochefort: ministre de l'Habitation, ministre de la Protection du Consommateur.
- Guy Tardif: ministre des Transports.
- Jean-François Bertrand: ministre des Communications.
- François Gendron: ministre de l'Éducation.
- Jean-Guy Rodrigue: ministre de l'Énergie et des Ressources.
- Raynald Fréchette: ministre du Travail.
- Pauline Marois: ministre de la Main-d’œuvre et de la Sécurité du revenu.
- Robert Dean: ministre délégué à l'Emploi et à la Concertation.
- Francine Lalonde: ministre délégué à la Condition féminine.
- Élie Fallu: ministre délégué aux Relations avec les citoyens.
- Marc-André Bédard: ministre d'État à la Réforme électorale.
- Gérald Godin: ministre délégué aux Affaires linguistiques.
- Rodrigue Biron: ministre de l'Industrie et du Commerce.
- Bernard Landry: ministre des Relations internationales, ministre du Commerce extérieur.
- Marcel Léger: ministre du Tourisme.
- Jacques Brassard: ministre des Loisirs, Chasse et Pêche.
- Maurice Martel: ministre du Revenu.
- Henri Lemay: ministre délégué au Développement et à la Voirie des régions.
- Jean-Pierre Jolivet: ministre délégué aux Forêts.

#### Remaniement du21 juin 1985
- Guy Chevrette : ministre de la Santé et des Services sociaux (changement de nom).